# Bingen swingt
Bingen swingt ist ein Jazzfestival, das seit 1996 jährlich in Bingen von der Kommune durchgeführt wird.
Das Festival findet jeweils an drei aufeinander folgenden Tagen am Ende des Juni als Open-Air-Veranstaltung an acht verschiedenen Bühnen in der Innenstadt statt. Mehr als 30 Bands treten jeweils auf. Neben internationalen und überregionalen Ensembles wie dem Glen Miller Orchestra, Manteca oder den Gruppen von Butch Miles, Bill Ramsey, Benny Golson, Emil Mangelsdorff, Axel Zwingenberger, China Moses und Roger Cicero sind auch regionale Bands zu hören. 2015 präsentieren sich gleich vier Bigbands. Das offizielle Programm der Stadt wird ergänzt durch den Landeswettbewerb Jugend jazzt.
Für das Festival werden jährlich zwischen 5000 und 8000 Tickets für einen oder mehrere Tage verkauft, so dass die Zahl der Besucher über 10.000 liegt.